# Ambahan
Ambahan is de benaming voor een oude vorm van dichtkunst van de Hanunoo, een van de etnische groeperingen op het Filipijnse eiland Mindoro, die samen wel worden aangeduid als de Mangyan. 
Een ambahan bestaat normaal gesproken uit een onbeperkt aantal regels van zeven lettergrepen, waarbij de eindlettergrepen op elkaar rijmen. Om te voldoen aan de voorwaarde van zeven lettergrepen per regel zijn veelal diverse voor- tussen en achtervoegsels toegevoegd die in de moderne spreektaal niet meer in gebruik zijn. Veel van de ambahans werden al jaren geleden geschreven in het oorspronkelijke syllabisch schrift van de Hanunoo en bevatten daardoor woorden die tegenwoordig niet meer in gebruik zijn, waardoor het vertalen niet eenvoudig is. Een autoriteit op dit terrein en iemand die veel ambahans vertaald heeft is de Nederlander Antoon Postma. De ambahan wordt meestal als lied zonder vastgestelde toonhoogte of ritme gezongen of gereciteerd. Onderwerpen die in de ambahans worden bezongen zijn gewoonlijk alledaagse gebeurtenissen uit het leven van de Hanunoo zoals een geboorte, de kindertijd, het huwelijk, de oogsttijd en de dood. Achter de alledaagse betekenis zit echter vaak een diepere allegorische betekenis en de ambahan wordt door ouders dan ook vaak gebruikt om hun kinderen bepaalde zaken aan te leren.

## Bron
- (en)  Antoon Postma, Treasure of a minority: the Ambahan: a poetic expression of the Mangyans of Southern Mindoro, Philippines, Arnoldus Press, Manilla (1981)